# Campeonato Mundial de Aviões de Papel
O Campeonato Mundial de Aviões de Papel (nome original: Red Bull Paper Wings) é o maior torneio de aviões de papel do mundo. O torneio tem a chancela da Paper Aircraft Association (PAA), e é patrocínado pela Red Bull. O torneio é disputado na arena conhecida por Hangar-7, na cidade de Salzburgo. A primeira edição do torneio foi realizada no ano de 2006, e a segunda em 2009.

## O Campeonato
A disputa segue as regras internacionais estabelecidas pela Paper Aircraft Association.
As provas são realizadas em um local fechado e sem vento. Cada participante tem direito a duas tentativas por categoria disputada. Uma fita métrica padronizada e com dispositivo a laser e um cronômetro, respectivamente, medem os resultados.
No caso dos voos acrobáticos, os concorrentes podem usar aviões pré-construídos e sem restrição de tamanho de papel.
Para os participantes das modalidades de distância e tempo de voo, o papel é fornecido pela organização do torneio, seguindo o formato padrão A4 de 80g, e os aviões devem ser inteiramente construídos no local. Um júri atribui pontos às manobras.

### Organização
O Campeonato é dividido em 3 categorias:
- Distância – O vencedor desta categoria será o avião (feito apenas com uma folha de papel) que voar mais longe. Ou seja, a maior distância entre a descolagem e o ponto de chegada, dentro do Espaço Aéreo oficial. A distância será contada em metros, centímetros, milímetros e feet. O recorde mundial oficial é de Stephen Krieger dos Estados Unidos com 63,19 metros.
- Tempo de voo – O vencedor desta categoria será o avião (feito apenas com uma folha de papel) que permanecer no ar por mais tempo. Os resultados serão contados em décimos de segundos. O recorde mundial oficial é de Takuo Toda do Japão com 27,9 segundos.
- Acrobacia (categoria demonstrativa) – criatividade e estilo são os pré-requisitos para fazer com que o avião voe artisticamente pelo ar. Um júri irá determinar o vencedor baseado em três critérios: Fabricação (técnica) do avião de papel, Criatividade (arte e design) e Performance durante o voo.

### Palmarés (Vencedores)
| Edição | Ano  | Modalidade    | Vencedores       | Detalhes       | Ref.  |
| ------ | ---- | ------------- | ---------------- | -------------- | ----- |
| I      | 2006 | Distância     | Jovica Kozlica   | 54.43 m        | [ 3 ] |
| I      | 2006 | Tempo de voo  | Diniz Nunes      | 11,5 segundos  | [ 4 ] |
| I      | 2006 | Acrobacia     | Sagi Volniansky  | 56 pontos      | [ 3 ] |
| I      | 2006 | Melhor Equipe | Holanda          | 101 pontos     |       |
| II     | 2009 | Distância     | Jovica Kozlica   | 54,43 metros   | [ 5 ] |
| II     | 2009 | Tempo de voo  | Leonard Ang      | 11,66 segundos | [ 5 ] |
| II     | 2009 | Acrobacia     | Takeshige Kishii | 56 pontos      | [ 5 ] |
| II     | 2009 | Melhor Equipe | Polônia          |                | [ 5 ] |
| III    | 2012 | Distância     | Tomas Beck       | 50,37 metros   | [ 6 ] |
| III    | 2012 | Tempo de voo  | Elie Chemaly     | 10,68 segundos | [ 6 ] |
| III    | 2012 | Acrobacia     | Tomasz Chodyra   | 50 pontos      | [ 6 ] |
| III    | 2012 | Melhor Equipe | Turquia          |                | [ 6 ] |